# Oliver Dragojević

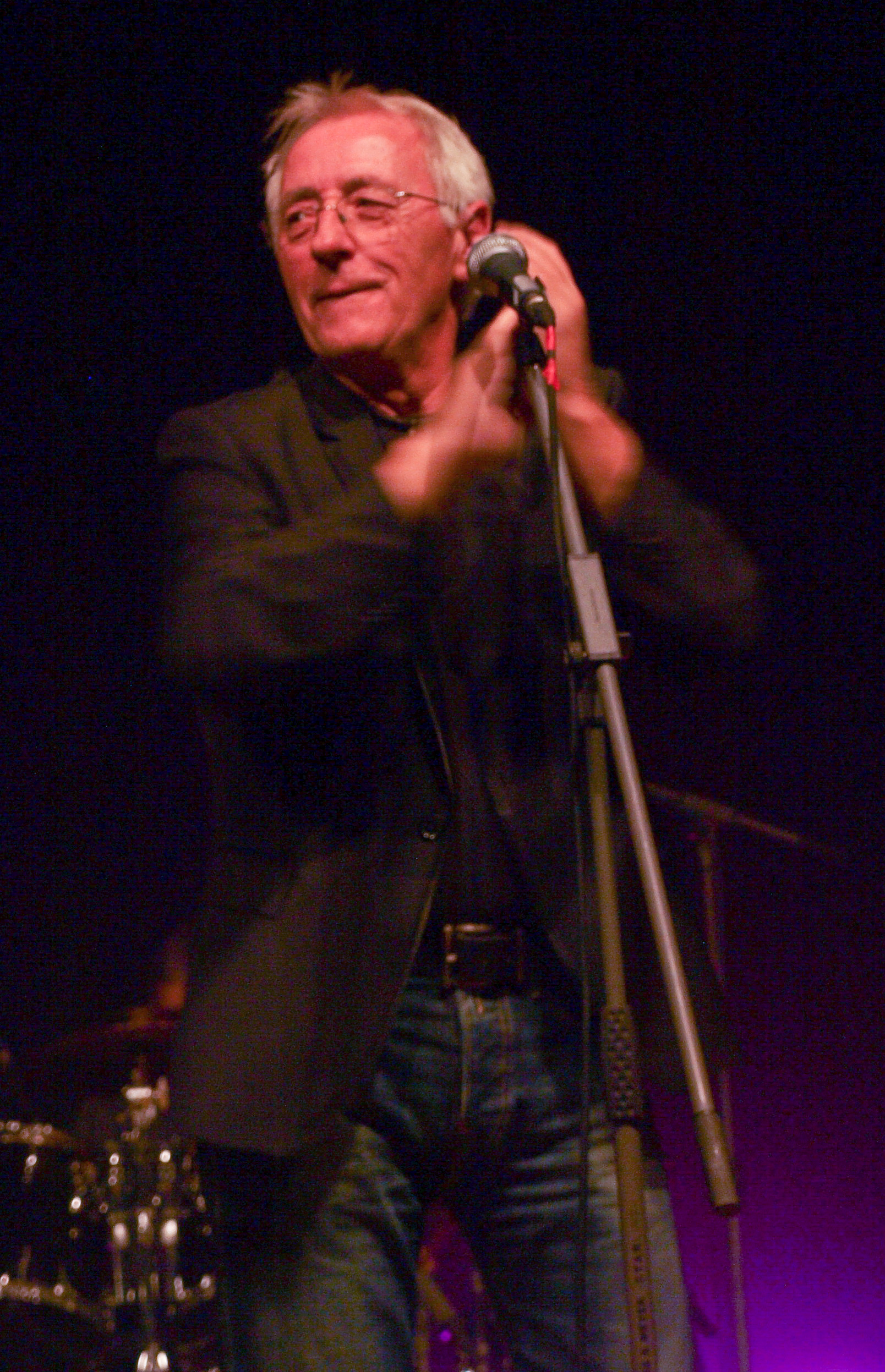
Oliver Dragojević, 10. Dezember 2010

Oliver Dragojević (* 7. Dezember 1947 in Split; † 29. Juli 2018 ebenda) war ein kroatischer Sänger, Musiker und  Multiinstrumentalist.

## Leben und Karriere
Die erste Begegnung mit der Musik hatte er in seinem 5. Lebensjahr, als er von seinem Vater eine Mundharmonika bekam, mit welcher er die Kinder in seiner Straße und die Reisenden auf der Fähre Vela Luka–Split unterhielt. Oliver Dragojević war Absolvent der Musikschule von Split (Kroatien). Dort lernte er zuerst Gesang, danach Klarinette und Gitarre. Seinen ersten öffentlichen Auftritt hatte er 1961 auf dem Kinderfestival in Split mit dem Lied Baloni. 1963 war er Sänger und Keyboarder der Band Batali. Mit dem Lied Yesterday der Beatles gewann er einen landesweiten Amateursänger-Wettbewerb.
Seine professionelle Karriere begann 1967 mit dem Auftritt auf dem Festival von Split (Splitski festival). Mit dem Lied Picaferaj von Zdenko Runjić erreichte er zwar nicht die Endausscheidung, jedoch brachte er es in seinem Standardrepertoire zum Erfolg. Nach den Erfolgen bei den Festivals Split ’67 bis Split ’72 sammelte Oliver mit Auftritten in westeuropäischen Clubs Erfahrung für seine späteren Interpretationen. Nach kurzer Episode mit der Gruppe Dubrovački Trubaduri und einer Session mit der Spliter Superstarband More 1974 schloss er sich wieder der Gruppe Batali an. Mit der Single Ča će mi Copacabana 1974 landete er auf Platz 1 der Charts, worauf er die Zusammenarbeit mit Zdenko Runjić erneuerte und mit dessen Lied Galeb i ja beim Splitfestival 1975 der internationale Durchbruch gelang. In den folgenden Jahrzehnten erhielt er zahlreiche Auszeichnungen für Auftritte auf Festivals sowie für seine Singles und Alben. Unter anderem wurde er 21 Mal mit dem Porin, dem wichtigsten Musikpreis Kroatiens, ausgezeichnet.
Oliver Dragojević sang in dem gleichnamigen Film „Vjerujem u anđele“ (2006) den Filmsong,  in dem unter anderen auch der Schauspieler Josip Zovko mitwirkte.
Oliver Dragojević starb am 29. Juli 2018 im Alter von 70 Jahren im Krankenhaus in Split an den Folgen einer Lungenkrebserkrankung, die ein Jahr zuvor bei ihm diagnostiziert worden war. Er hinterließ seine Frau Vesna, mit der er 44 Jahre verheiratet war, und drei Söhne.

## Sonstiges
Dragojević sang mit verschiedenen kroatischen Sängern im Duett, unter anderem mit der Band Dalmatino das Lied Ditelina s čet'ri lista, welches im kroatischsprachigen Raum sehr beliebt ist und gerne auf Hochzeiten gespielt wird.

## Diskografie

### Alben
- 1974: Anđela
- 1974: Ča će mi Copacabana
- 1975: Ljubavna pjesma
- 1976: Našoj ljubavi je kraj
- 1976: Prva ljubav
- 1976: Split 76
- 1977: Ako izgubim tebe
- 1977: Malinkonija
- 1977: Nedostaješ mi ti
- 1977: Split 77
- 1977: Zagreb 77
- 1978: Molitva za Magdalenu
- 1978: Poeta
- 1978: Split 78
- 1979: Budi tu
- 1979: Danijela
- 1979: Split 79
- 1979: Vjeruj u ljubav
- 1980: Oliver 5
- 1981: Đelozija
- 1981: Jubavi, jubavi
- 1982: Karoca
- 1983: Moje prvo pijanstvo
- 1984: Evo mene među moje
- 1985: Svoju zvizdu slidin
- 1986: Za sva vrimena
- 1987: Oliver
- 1987: Pionirsko kolo
- 1988: Svirajte noćas za moju dušu
- 1989: Oliver u HNK
- 1990: Neka se drugi raduju (I nagrada publike)
- 1990: Ti si moj san
- 1991: Jedina
- 1992: Teško mi je putovati
- 1994: Neka nova svitanja
- 1994: Sve najbolje
- 1995: Vrime
- 1996: Oliver u Lisinskom
- 1997: Duša mi je more
- 1998: Štorija 1
- 1998: Štorija 2
- 1998: Štorija 3
- 1998: Štorija 4
- 1998: Štorija 5
- 2000: Dvi, tri riči
- 2000: Oliver Mix, 64 Hita, 16 Potpurija (HR: Silber)[4]
- 2001: Oliver u Areni (HR: Platin)
- 2002: Trag u beskraju (HR: Diamant)
- 2003: Vjeruj u ljubav 2003 (HR: Gold)
- 2004: Oliver, Koncert Hala Tivoli (HR: Silber)
- 2005: Emocija
- 2005: Vridilo je
- 2006: Oliver al’Olympia
- 2007: Kozmički dalmatinac
- 2010: Samo da je tu
- 2013: Tišina Mora

### Singles (Auswahl)
| - 1974: Ča Će Mi Copacabana - 1977: Skalinada - 1977: Malinkonija - 1977: Galeb I Ja - 1978: Oprosti Mi Pape - 1978: Ča Je Život Vengo Fantažija - 1978: Molitva za Magdalenu - 1979: Vjeruj u ljubav - 1981: Nadalina - 1984: Moje prvo pijanstvo - 1985: Imala je lijepu rupicu na bradi - 1987: Zuto Lisce Ljubavi - 1988: Što To Bješe Ljubav - 1988: Đeni - 1988: Svirajte Noćas Za Moju Dušu - 1988: Vodim me tamo kraj plavog mora - 1988: Tu No Llores Mi Querida - 1989: Konoba - 1992: Bez tebe - 1993: Cesarica - 1994: U ljubav vjere nemam | - 1994: Lijepa bez duše - 1994: Vjeruj Mi - 1995: Nisan' ja za te - 1997: Pismo Moja - 1997: Ispod sunca zlatnoga - 2000: Kad Mi Dođeš Ti - 2000: Moj Lipi Anđele - 2000: Tko sam ja da ti sudim - 2000: Nije htjela (mit Kemal Monteno) - 2001: Ditelina s čet'ri lista (mit Dalmatino) - 2002: Trag u beskraju - 2002: Pred tvojim vratima - 2002: Ti si meni sve - 2005: Ako voliš me - 2010: Vjerujem U Anđele - 2010: Jubavi mala - 2010: Prije sna - 2013: U mom zagrljaju - 2013: Moje lipo - 2016: Sreća (mit Zlatan Stipišić Gibonni) - 2017: Ako Voliš Ovu Ženu (mit Željko Bebek) |